# Alosextius carinatus
Alosextius carinatus är en insektsart som beskrevs av William D. Funkhouser 1927. Alosextius carinatus ingår i släktet Alosextius och familjen hornstritar. Inga underarter finns listade i Catalogue of Life.